# Жак Тамен
Жак Тамен (фр. Jacques Thamin; нар. 23 травня 1952) — колишній французький тенісист.
Найвищу одиночну позицію світового рейтингу — 137 місце досяг 15 жовтня 1973 року.
Здобув 1 парний титул.
Найвищим досягненням на турнірах Великого шолома було 2 коло в парному розряді.

## Фінали Гран-прі за кар'єру

### Парний розряд: 1 (1–0)
| Результат | W/L | Дата     | Турнір         | Покриття | Партнер              | Суперники               | Рахунок       |
| --------- | --- | -------- | -------------- | -------- | -------------------- | ----------------------- | ------------- |
| Перемога  | 1–0 | Вер 1977 | Париж, Франція | Ґрунт    | Крістоф Роже-Васслен | Іліє Настасе Йон Ціріак | 6–2, 4–6, 6–3 |